# Anthony Bourdain
Anthony Michael Bourdain (New York, 1956. június 25. – Kaysersberg-Vignoble, Haut-Rhin, Franciaország, 2018. június 8.) amerikai Emmy-díjas sztárszakács, író, útirajz-szerző. Részt vett a nemzetközi kultúra, a gasztronómia, és általában az emberi állapotok feltárásával foglalkozó programokban.

## Élete
Bourdain születésekor apja eladó volt egy New York-i fényképezőgép boltban, aztán manager egy lemezboltban. Pierre Bourdain később a Columbia Records ügyvezetője lett. Anyja, Gladys Bourdain a The New York Times munkatársa volt. Bourdain apai nagyszülei franciák voltak. Apai nagyapja az első világháborút követően Arcachonból New Yorkba emigrált. Anthony Bourdain apja katolikus, anyja zsidó volt. Bourdain kijelentette, hogy bár a judaizmus zsidónak tartotta, „soha nem voltam zsinagógában. Nem hiszek egy magasabb hatalomban. De ettől nem vagyok kevésbé zsidó.”
Bourdain 1978-ban diplomázott a The Culinary Institute of America-ban. Számos professzionális konyha séfje volt pályafutása során. A „Kitchen Confidential: Adventures in the Culinary Underbelly” (2000) című bestsellerré vált könyvével vált ismertté. Bourdain első élelmiszer- és világutazási televíziós műsora, az A „Cook's Tour” 2002-03-ban 35 epizódban futott a Food Network-ön. 2005-ben kezdte meg a „Travel Channel Anthony Bourdain: No Reservations” kulináris és kulturális kalandműsorait. 2013-ban zsűritag volt a „The Taste” című tévéműsorban, majd házigazda az „Anthony Bourdain: Parts Unknown”-ban.
Bár a legismertebb kulináris írásairól és televíziós műsorairól volt, valamint számos ételről, főzésről és utazási kalandokról szóló könyvéről ismert. Bourdain szépirodalmat és történelmi szépirodalmat is írt.
2018. június 8-án Bourdain a „Parts Unknown” forgatása közben egy franciaországi helyszínen halt meg. A sztárséfre a fürdőszobájában találtak rá, fürdőköpenyének övével akasztotta fel magát.

## Magyarul megjelent művei
- A konyhafőnök vallomásai. Mi zajlik a kulisszák mögött?; ford. Csillag János, Gimes Katalin; Tericum, Bp., 2004
- Íz-világjáró, avagy A tökéletes ízek kalandos felkutatása; ford. Kemény Borbála; Cephalion, Szentendre, 2007
- Francia bisztrókonyha. A klasszikus bisztrókonyha módszerei, receptjei és technikái; közrem. José de Meirelles, Philippe Lajaunie, fotó Robert DiScalfani, ford. Balázs Laura; Tericum, Bp., 2009

## Filmek
- Az „Anthony Bourdain: No Reservations (2005-2012) című filmet a Travel Channel sugározta az Egyesült Államokban.
- A DMAX bemutatta a 2000-ben és 2001-ben készült „Cook's Tour” sorozat epizódjait is. Ezekben a műsorokban Bourdain beutazta a világot, és bemutatta az egyes régiók étkezési kultúráját. 2013 és 2018 között az „Anthony Bourdain: Parts Unknown című kulináris utazási sorozatát a CNN mutatta be.
- Anthony Bourdain: Parts Unknown; amerikai ismeretterjesztő filmsorozat, 2013

A filmből felvázolt portré egy olyan emberről készült, aki egész életében csak másodpercekre volt képes boldog lenni.